# Eu.BAC
Eu.BAC (European Building Automation and Controls Association) est une association européenne, basée à Bruxelles, qui regroupe des professionnels du secteur du contrôle et de la régulation des bâtiments. 25 entreprises sont membres de l'association Eu.BAC. Elle a été fondée en 2003. L'association possède des bureaux à Bruxelles, Londres, Paris et Francfort.
Les activités des entreprises membres se concentrent sur le contrôle des dépenses énergétiques des bâtiments, la fabrication d'éléments d'automatisation ainsi que de systèmes de contrôle utilisés à la fois dans les bâtiments résidentiels et dans les bâtiments du secteur tertiaire. En plus de l'efficacité énergétique des bâtiments, les technologies de l'information et de la communication sont au cœur de la démarche d'automatisation des bâtiments, car elles permettent de surveiller et de réguler la consommation afin de réduire les dépenses énergétiques des bâtiments. L'efficacité énergétique est – en plus de la question du confort - l'objectif majeur de l'utilisation d'outils d'automatisation et de contrôle des bâtiments.
Eu.ESCO (European Association of Energy Service Companies), association européenne des entreprises spécialisées dans les services énergétiques, est l'association qui, au sein de l'association eu. BAC, travaille plus spécifiquement dans le domaine des services énergétiques. Les membres de cette association sont des sociétés de services énergétiques qui fournissent des solutions globales (conseils pour la mise en œuvre de projets énergétiques, le stockage de l'énergie...) pour atteindre une meilleure efficacité énergétique. L'association Eu.ESCO, membre de l'association Eu.BAC, fonctionne avec son propre logo et sa propre identité, qui doit être différenciée de l'activité de base de l'association Eu.BAC, qui se concentre davantage sur la recherche de solutions informatiques et de logiciels pour l'automatisation des bâtiments.
Le président de l'association Eu.BAC est Jean-Yves Blanc (Schneider Electric). Son Vice-président est Ernst Malcherek (Honeywell).

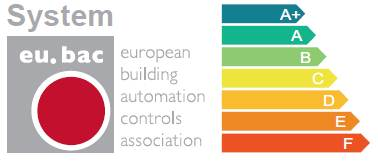
Example Energy Efficiency Label by eu.bac

Eu.BAC a mis en place un système de certification européen, qui porte le nom de l'association, pour les équipements économes en énergie dans le domaine du contrôle et de l'automatisation des bâtiments. Sont concernés les appareils de régulation tels que les thermostats des appareils de chauffage, les thermostats d'ambiance, les équipements de programmation... En France la certification Eu.BAC a servi de référence pour déterminer la performance énergétique des régulateurs de chauffage et de climatisation répondant à la Réglementation Thermique (depuis la RT 2005).
En outre, Eu.BAC a mis en place un label pour certains équipements. Ce label est matérialisé par une étiquette énergétique qui vient compléter le système de certification européen. Il s'agit d'un système simple qui, dans le cadre de la certification Eu.BAC, permet d'introduire un étiquetage énergétique clair pour le grand public.
 Eu.BAC a mis en place un système de certification pour assurer l'efficacité énergétique des systèmes d'automatisation des bâtiments, à la fois au moment de leur construction, ainsi que tout au long de leur vie. Hormis cette certification, il n'existe pas de normes fiables pour accompagner les propriétaires de nouveaux bâtiments et leur assurer qu'au fil du temps, leur bâtiment présente toujours la même efficacité énergétique que lors de sa construction. La référence la plus précise est la norme EN 15232 (qui tient compte de la performance énergétique des bâtiments et de l'impact de l'automatisation ainsi que des systèmes de contrôle et de gestion des bâtiments) qui est la base de l'audit du système Eu.BAC. Le Système de certification Eu.BAC reconnaît la principale difficulté de l'industrie du contrôle et de l'automatisation des bâtiments : même si un système comporte de nombreuses fonctionnalités, son potentiel ne peut jamais être pleinement exploité. Il souligne également le fait que les différents systèmes de régulation et de contrôle ont tendance à se détériorer, et que cela a un impact sur leur performance énergétique.
La Directive 2002/91/CE sur la refonte de la Performance Energétique des Bâtiments espère réduire la consommation énergétique totale de l'UE de 5-6 % (60-80 Mtep) en 2020. Le champ d'application de la directive a été élargi pour inclure tous les bâtiments existants en cours de rénovation, et pas seulement ceux qui dépassent les 1000m².
L'automatisation et le contrôle des bâtiments constituent incontestablement des moyens efficaces pour parvenir à cette réduction.
Les systèmes d'automatisation et de contrôle des bâtiments optimisent les performances des systèmes de chauffage, de climatisation, de refroidissement ainsi que des systèmes d'éclairage, des ascenseurs, des stores, des dispositifs de sécurité… Les bâtiments doivent s'orienter vers une gestion centralisée de ces différents systèmes pour pouvoir contrôler et optimiser les dépenses énergétiques.
Les systèmes d'automatisation et de contrôle des bâtiments doivent être conformes aux normes établies par le CEN / TC 247 et l'ISO / TC 205 (Organisation internationale de normalisation).